# Chlorus vittatus
Chlorus vittatus är en insektsart som beskrevs av Bruner, L. 1906. Chlorus vittatus ingår i släktet Chlorus och familjen gräshoppor. Inga underarter finns listade i Catalogue of Life.